# Coleochloa virgata
Coleochloa virgata là một loài thực vật có hoa trong họ Cói. Loài này được (K.Schum.) Nelmes mô tả khoa học đầu tiên năm 1953.